# West Lulworth
West Lulworth – wieś w Anglii, w hrabstwie Dorset, w dystrykcie (unitary authority) Dorset. Leży 16 km na południowy wschód od miasta Dorchester i 179 km na południowy zachód od Londynu.